# Kyrylo Fesenko
Pour les articles homonymes, voir Fesenko.
Kyrylo Fesenko (en ukrainien : Кирило Фесенко), né le 24 décembre 1986 à Dnipropetrovsk, est un joueur ukrainien de basket-ball.

## Biographie

### Débuts de carrière (2003-2007)
Fesenko commence sa carrière de basketteur dans la Superligue ukrainienne, la première année avec l'équipe de seconde division du BC Azovmach en 2003 puis en première division entre 2004 et 2006.
Il joue la saison 2006-2007 avec les Cherkasky Monkeys.

### NBA (2007-2012)
Après avoir joué quatre saisons en Ukraine, Fesenko est sélectionné à la 38e position, au second tour de la draft NBA 2007 par les 76ers de Philadelphie et il est transféré au Jazz de l'Utah où il signe un contrat de trois ans le 15 août 2007.
Le 30 novembre 2007, Fesenko fait ses débuts en NBA contre les Lakers de Los Angeles. Il est rappelé dans l'effectif du Jazz en raison des absences de Carlos Boozer (entorse au dos) et Mehmet Okur (douleurs au dos). Fesenko termine la rencontre avec six points, sept rebonds et une passe décisive.
En 2010, il refuse l'offre des Rockets de Houston et resigne avec le Jazz pour un an. Il devient unrestricted free agent en 2011. Il passe la majorité de sa saison rookie avec l'équipe de D-League du Jazz de l'Utah.
Le 5 septembre 2011, lors de l'EuroBasket 2011, il se déchire un ligament du genou et ne peut plus jouer durant huit semaines. Le 27 décembre 2011, il s'engage avec les Warriors de Golden State. Le 23 mars 2012, Fesenko signe avec les Pacers de l'Indiana.
En septembre 2012, il fait un essai avec les Spurs de San Antonio. Le 1er octobre 2012, il rejoint les Bulls de Chicago mais il est remercié le 18 octobre 2012.

### Retour en Europe (2013)
En janvier 2013, Fesenko signe avec le BC Donetsk
En novembre 2013, il signe en Pologne, au Śląsk Wrocław. Il quitte rapidement l'équipe polonaise après avoir disputé un seul match avec eux.

### D-League/NBA (2014)
En janvier 2014, Fesenko rejoint les 87ers du Delaware en D-League. Le 8 mars 2014, il est transféré au Charge de Canton en D-League.
Le 18 septembre 2014, Fesenko signe avec les Timberwolves du Minnesota. Toutefois, il est remercié par les Timberwolves le 20 octobre 2014.

### Europe (depuis 2014)
Le 5 novembre 2014, Fesenko signe en Russie à l'Avtodor Saratov dans la VTB United League et l'EuroChallenge.
Le 9 juin 2015, Fesenko signe un contrat d'un an en Russie avec le Lokomotiv Kuban. Le 5 janvier 2016, il quitte le Lokomotiv et le lendemain, il est engagé jusqu'à la fin de la saison 2015-2016 en Italie au Pallacanestro Cantù.
Le 6 mai 2016, Fesenko signe à l'AS Monaco en France pour participer aux playoffs.